# Nghĩa vụ nợ thế chấp
Nghĩa vụ nợ thế chấp (CDO) là một loại chứng khoán được bảo đảm bằng tài sản (ABS) được cấu trúc với nhiều "đợt" được phát hành bởi các thực thể mục đích đặc biệt và được đảm bảo bằng các nghĩa vụ nợ bao gồm trái phiếu và các khoản vay. Mỗi đợt cung cấp một mức độ khác nhau của rủi ro và hoàn vốn để đáp ứng nhu cầu của nhà đầu tư. Giá trị và các thanh toán của CDO có nguồn gốc từ một danh mục đầu tư các tài sản cơ sở thu nhập cố định. Chứng khoán CDO được chia thành các lớp rủi ro khác nhau, hoặc các phân ngạch, theo đó các phân ngạch "cao cấp" được coi là chứng khoán an toàn nhất. Các khoản thanh toán tiền lãi và vốn gốc được thực hiện theo thứ tự thâm niên, do đó các phân ngạch ít thâm niên hơn được chào với thanh toán cuống lãi (và lãi suất) cao hơn hoặc giá thấp hơn để bù đắp cho rủi ro tín dụng bổ sung.

## Tóm lược
Trong thuật ngữ đơn giản, một CDO có thể được coi như một lời hứa chi trả các dòng tiền cho nhà đầu tư theo một trình tự quy định, dựa trên lượng tiền mặt mà CDO này thu thập từ nhóm các trái phiếu hoặc nhóm các tài sản khác mà nó sở hữu. Nếu tiền mặt được thu thập bởi CDO này là không đủ để chi trả cho tất cả các nhà đầu tư của nó, những người trong các tầng (đợt) thấp bị thiệt hại đầu tiên.

## Tạo ra CDO
CDO có thể được tạo ra miễn là các nhà đầu tư toàn cầu sẵn sàng cung cấp tiền để mua nhóm các trái phiếu do CDO sở hữu. Khối lượng CDO tăng trưởng đáng kể trong giai đoạn 2000-2006, sau đó giảm mãnh liệt sau cuộc khủng hoảng thế chấp dưới chuẩn, bắt đầu vào năm 2007. Nhiều tài sản được nắm giữ bởi những CDO này là các trái phiếu vay thế chấp dưới chuẩn. Các nhà đầu tư toàn cầu đã bắt đầu dừng tài trợ các CDO trong năm 2007, góp phần vào sự sụp đổ của các khoản đầu tư có cấu trúc được nắm giữ bởi các ngân hàng đầu tư lớn và sự phá sản của một số người cho vay dưới chuẩn.
Một số ít học giả, nhà phân tích và nhà đầu tư như Warren Buffett và cựu kinh tế trưởng của IMF Raghuram Rajan cảnh báo rằng các CDO, chứng khoán được bảo đảm bằng tài sản khác và các phái sinh khác làm lây lan rủi ro và sự không chắc chắn về giá trị của các tài sản cơ sở rộng hơn, chứ không phải là giảm rủi ro thông qua đa dạng hóa. Sau sự khởi đầu của cuộc khủng hoảng thế chấp dưới chuẩn trong năm 2007, quan điểm này đã thu được sự tín nhiệm đáng kể. Các cơ quan xếp hạng tín dụng đã không hạch toán đầy đủ những rủi ro lớn (như sự sụt giá toàn quốc của giá trị nhà ở) khi đánh giá các CDO và ABS khác với cấp cao nhất có thể.
Nhiều CDO là neo theo thị trường và do đó trải nghiệm các ghi giảm đáng kể do giá trị thị trường của chúng sập đổ trong cuộc khủng hoảng dưới chuẩn, với các ngân hàng ghi giảm giá trị các nắm giữ CDO của họ chủ yếu trong giai đoạn 2007-2008.

## Lịch sử và phát triển thị trường
CDO đầu tiên được ngân hàng hiện nay không còn tồn tại là Drexel Burnham Lambert Inc. phát hành năm 1987 cho Imperial Savings Association, một tổ chức tiết kiệm sau này cũng đã mất khả năng chi trả và được tiếp quản bởi Resolution Trust Corporation ngày 22 tháng 6 năm 1990.
 Một thập kỷ sau, các CDO nổi lên như khu vực phát triển nhanh nhất của thị trường chứng khoán tổng hợp được đảm bảo bằng tài sản. Sự tăng trưởng này có thể phản ánh sự hấp dẫn ngày càng tăng của CDO đối với một lượng ngày càng tăng các nhà quản lý tài sản và các nhà đầu tư, hiện nay bao gồm các công ty bảo hiểm, các quỹ tương hỗ, các đơn vị tín thác, các tín thác đầu tư, các ngân hàng thương mại, các ngân hàng đầu tư, các nhà quản lý quỹ hưu trí, các tổ chức hoạt động ngân hàng tư nhân, các CDO khác và các phương tiện đầu tư cấu trúc.
Các CDO cung cấp hoàn vốn đôi khi cao hơn 2-3 điểm phần trăm so với trái phiếu công ty với xếp hạng tín dụng như nhau. Nhà kinh tế Mark Zandi của Moody's Analytics đã viết rằng các yếu tố khác nhau đã giữ lãi suất thấp trên toàn cầu trong những năm CDO tăng trưởng khối lượng, do những lo ngại về tình trạng giảm phát, sự bùng nổ của bong bóng dot-com, suy thoái kinh tế Mỹ, và thâm hụt thương mại của Mỹ. Điều này làm cho các CDO Mỹ được hỗ trợ bởi các khoản vay thế chấp trở thành một khoản đầu tư tương đối hấp dẫn hơn so với, chẳng hạn như, trái phiếu kho bạc Mỹ hoặc các đầu tư an toàn, lợi suất thấp khác. Việc tìm kiếm lợi suất này của các nhà đầu tư toàn cầu làm cho nhiều người mua các CDO theo sự tin tưởng vào xếp hạng tín dụng mà không có sự hiểu biết đầy đủ các rủi ro.
Phát hành CDO đã tăng từ khoảng 20 tỷ USD vào quý 1 năm 2004 đến mức đỉnh trên 180 tỷ USD vào quý 1 năm 2007, sau đó giảm trở lại dưới 20 tỷ USD vào quý 1 năm 2008. Hơn nữa, chất lượng tín dụng của các CDO giảm từ 2000-2007, vì mức độ nợ vay thế chấp dưới chuẩn và không chuẩn khác tăng từ 5% lên 36% các tài sản của CDO; nhưng các xếp hạng tín dụng của các CDO này không thay đổi. Ngoài ra, các đổi mới tài chính như hoán đổi rủi ro tín dụng và các CDO tổng hợp cho phép đầu cơ trên CDO. Điều này đã làm tăng mạnh lượng tiền di chuyển giữa các thành viên tham gia thị trường. Trong thực tế, nhiều hợp đồng bảo hiểm hoặc đặt cược có thể được xếp chồng lên nhau trên cùng một CDO. Nếu CDO không thể thực hiện theo các yêu cầu được thỏa thuận, một bên đối tác (thường là ngân hàng đầu tư lớn hay quỹ phòng hộ) đã phải trả cho bên kia. Michael Lewis gọi đầu cơ này như một phần của "Doomsday Machine" (cỗ máy tận thế) đã góp phần vào sự thất bại của các tổ chức ngân hàng lớn và các quỹ phòng hộ nhỏ hơn, tại cốt lõi của cuộc khủng hoảng vay thế chấp dưới chuẩn. Có những cáo buộc rằng ít nhất một quỹ phòng hộ khuyến khích việc tạo ra các CDO chất lượng kém để các cá cược có thể được thực hiện đối với chúng.
Sự sẵn sàng tạo ra CDO và bán chúng cho các nhà đầu tư cũng có thể phản ánh biên lợi nhuận lớn hơn mà các CDO cung cấp cho các tổ chức khởi tạo ra chúng, chẳng hạn như các ngân hàng đầu tư lớn và các thành viên khác trong hệ thống ngân hàng bóng tối, cũng như trong hệ thống ngân hàng lưu ký truyền thống. Lợi nhuận của các ngân hàng đầu tư và cơ quan xếp hạng tín dụng tăng mạnh trong những năm dẫn đến cuộc khủng hoảng. Từ 2000-2006, tài chính cấu trúc (trong đó bao gồm CDO) chiếm 40% doanh thu của các cơ quan xếp hạng tín dụng. Trong thời gian đó, một cơ quan xếp hạng tín dụng lớn đã tăng cổ phiếu của nó gấp sáu lần và thu nhập của nó đã tăng 900%.

Hơn nữa, các ngân hàng lưu ký sử dụng các CDO là một hình thức chứng khoán hóa, có nghĩa là ngân hàng không phải nắm giữ các khoản vay nó đã tạo ra trên sổ sách của mình và có thể chuyển chúng (cùng với rủi ro liên quan) cho các nhà đầu tư. Điều này cho phép các ngân hàng cho vay một lần nữa, mà vẫn giữ được sự phù hợp với các yêu cầu pháp luật về vốn và tạo ra các phí khởi lập hồ sơ bổ sung.
Một yếu tố khác trong sự phát triển của các CDO là giới thiệu năm 2001 của David X. Li về các mô hình đoạn nối Gauss, cho phép định giá nhanh chóng các CDO.
Vào cuối năm 2005 hãng nghiên cứu Celent ước tính quy mô của thị trường CDO toàn cầu ở mức 1,5 nghìn tỷ USD và dự báo rằng thị trường sẽ tăng lên gần 2 nghìn tỷ USD vào cuối năm 2006. Các CDO tổng hợp cũng mở rộng trong nhiệm kỳ của Chủ tịch Cục Dự trữ Liên bang, Alan Greenspan, người sau này đã giải trình về các nguy cơ trước đây không được công nhận của các công cụ này trong lời khai của ông trước ủy ban điều tra của Quốc hội Hoa Kỳ vào ngày 07 Tháng 4 năm 2010.
| Năm  | Tỷ USD |
| ---- | ------ |
| 2004 | 157,4  |
| 2005 | 251,3  |
| 2006 | 520,6  |
| 2007 | 481,6  |
| 2008 | 61,9   |
| 2009 | 4,3    |
| 2010 | 8,0    |

## Khái niệm

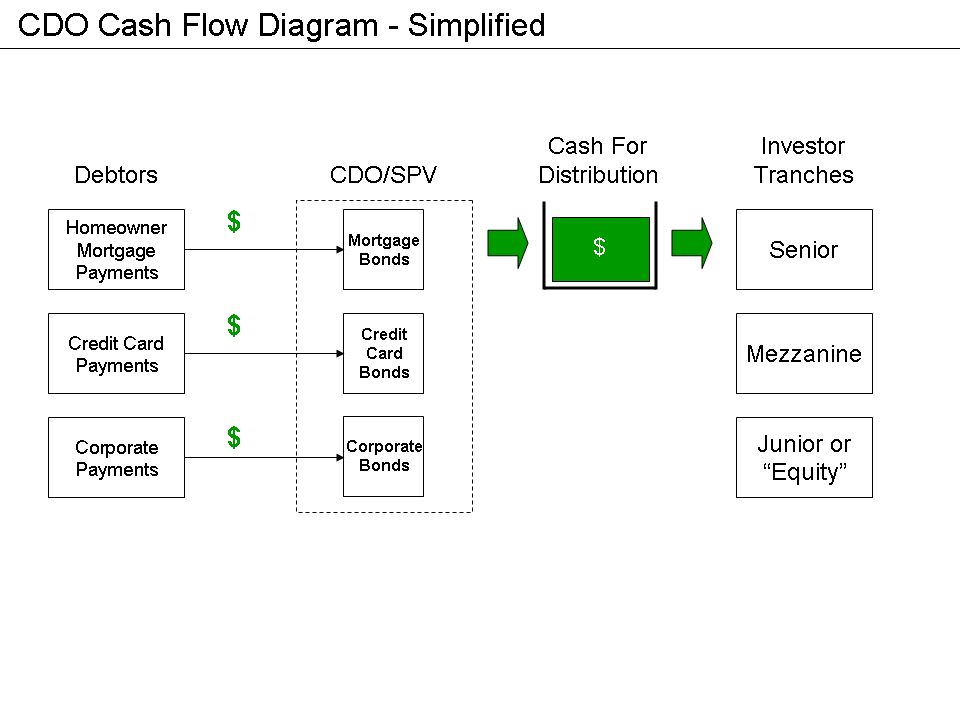
Sơ đồ dòng tiền của CDO - Được đơn giản hóa

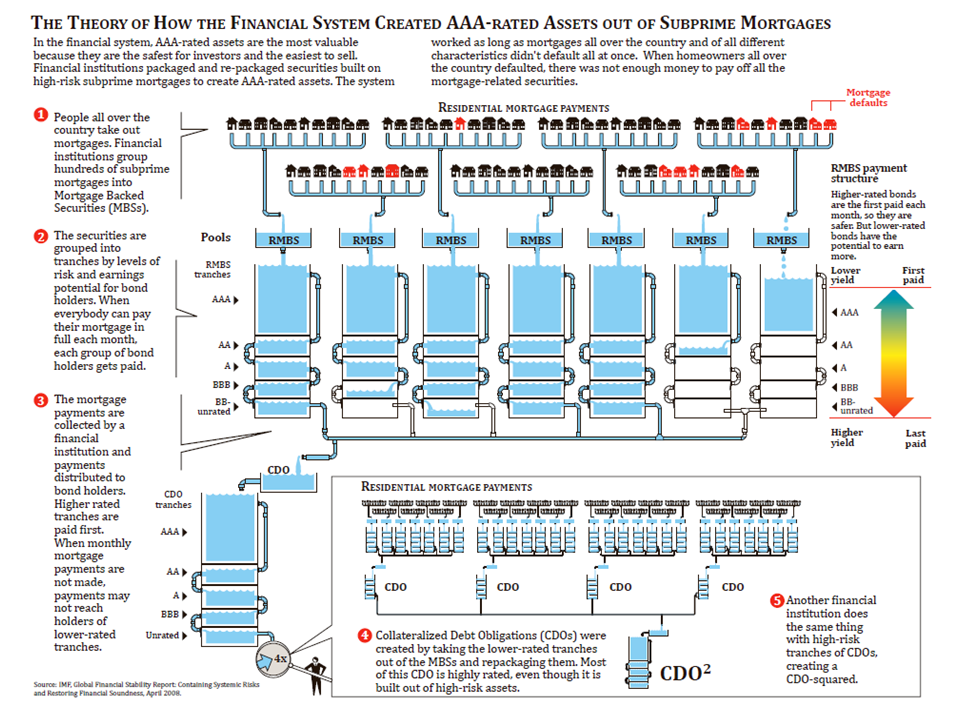
Sơ đồ của IMF về CDO và RMBS

Các CDO khác nhau về cấu trúc và tài sản cơ sở, nhưng nguyên tắc cơ bản là như nhau. Một CDO là một loại chứng khoán được đảm bảo bằng tài sản. Để tạo ra một CDO, một thực thể công ty được dựng lên để nắm giữ tài sản như tài sản thế chấp và bán các gói dòng tiền cho các nhà đầu tư. Một trình tự trong việc xây dựng một CDO là:
- Một thực thể mục đích đặc biệt (SPE) được thiết kế để có được một danh mục đầu tư các tài sản cơ sở. Các tài sản cơ sở phổ biến được nắm giữ bao gồm chứng khoán thế chấp, trái phiếu bất động sản thương mại và các khoản vay doanh nghiệp.
- SPE này phát hành trái phiếu cho các nhà đầu tư để đổi lấy tiền mặt, được sử dụng để mua danh mục đầu tư các tài sản cơ sở. Các trái phiếu được phát hành thành các lớp gọi là các phân ngạch (tranche), mỗi phân ngạch có các đặc điểm rủi ro khác nhau. Các phân ngạch cấp cao được chi trả từ các dòng tiền từ các tài sản cơ sở trước các phân ngạch cấp thấp và các phân ngạch vốn cổ phần. Thua lỗ đầu tiên dành cho các phân ngạch vốn cổ phần, tiếp theo là các phân ngạch cấp thấp, và cuối cùng là các phân ngạch cấp cao.

Một tương tự để nghĩ về dòng tiền từ danh mục đầu tư chứng khoán của CDO (thanh toán vay thế chấp từ các trái phiếu thế chấp) như nước chảy vào ly của nhà đầu tư trong các phân ngạch cấp cao đầu tiên, sau đó tới các phân ngạch cấp thấp, sau đó tới các phân ngạch vốn cổ phần. Nếu phần lớn các khoản thế chấp bị vỡ nợ, không có dòng tiền đủ để rót đầy vào tất cả các ly này và các nhà đầu tư phân ngạch vốn cổ phần phải đối mặt với những thiệt hại đầu tiên.
Rủi ro và hoàn vốn cho nhà đầu tư CDO phụ thuộc trực tiếp vào cách các phân ngạch được xác định, và chỉ gián tiếp phụ thuộc vào các tài sản cơ sở. Đặc biệt, việc đầu tư phụ thuộc vào các giả định và phương pháp được sử dụng để xác định các rủi ro và hoàn vốn của các phân ngạch. Các CDO, như tất cả các chứng khoán được bảo đảm bằng tài sản, cho phép các tổ chức khởi tạo ra các tài sản cơ sở chuyển rủi ro tín dụng sang tổ chức khác hoặc sang các nhà đầu tư cá nhân khác. Do đó các nhà đầu tư phải hiểu cách tính toán rủi ro đối với các CDO.
Tổ chức phát hành CDO, thường là một ngân hàng đầu tư, kiếm được một khoản hoa hồng tại thời điểm phát hành và kiếm được phí quản lý trong cuộc đời của CDO. Khả năng kiếm được khoản phí đáng kể từ các CDO khởi tạo, cùng với sự thiếu vắng của bất kỳ trách nhiệm nào còn lại, làm xiên lệch động cơ của những người khởi tạo về phía khối lượng khoản vay chứ không phải là chất lượng khoản vay. Nhà kinh tế Mark Zandi đã viết: "... những rủi ro cố hữu trong cho vay thế chấp trở nên phân tán rộng tới mức không ai bị buộc phải lo lắng về chất lượng của bất kỳ khoản vay thế chấp đơn lẻ nào. Khi các khoản thế chấp dễ lung lay được kết hợp lại, pha loãng các vấn đề bất kỳ vào một nhóm lớn hơn, khuyến khích trách nhiệm đã bị làm suy yếu". Ông cũng đã viết: "Các công ty tài chính không chịu sự giám sát quản lý tương tự như các ngân hàng. Những người nộp thuế không phải còng lưng nếu lúc nào họ cũng phưỡn bụng [trước khủng hoảng], chỉ có các cổ đông và chủ nợ khác là như vậy. Do đó có rất ít thứ ngăn cản các công ty tài chính phát triển hung hãn nhất nếu có thể, ngay cả khi điều đó có nghĩa là hạ thấp hoặc làm ngơ các tiêu chuẩn cho vay truyền thống."
Trong một số trường hợp, các tài sản được nắm giữ bởi một CDO chỉ bao gồm hoàn toàn là các phân ngạch lớp vốn cổ phần được phát hành bởi các CDO khác. Điều này giải thích tại sao một số CDO đã trở nên hoàn toàn không có giá trị gì, do các phân ngạch lớp vốn cổ phần được thanh toán cuối cùng theo trình tự và không có dòng tiền đủ từ các khoản vay thế chấp dưới chuẩn cơ sở (phần nhiều trong số đó bị vỡ nợ) để chảy xuống các lớp vốn cổ phần.

## Các cấu trúc
CDO là một khái niệm rộng, có thể quy cho một số dạng sản phẩm khác nhau. Chúng có thể được phân loại theo nhiều cách. Các phân loại chính như sau:
Nguồn của các quỹ - Dòng tiền so với Giá trị thị trường
- CDO dòng tiền trả lãi và gốc cho các chủ phân ngạch bằng cách sử dụng các dòng tiền được tạo ra bởi tài sản của CDO. Các CDO dòng tiền tập trung chủ yếu vào quản lý chất lượng tín dụng của danh mục đầu tư cơ sở.
- CDO giá trị thị trường nỗ lực nâng cao hoàn vốn cho nhà đầu tư thông qua trao đổi thường xuyên hơn và bán có lợi nhuận các tài sản thế chấp. Người quản lý tài sản CDO tìm cách thu được lợi đắc vốn trên các tài sản trong danh mục đầu tư của CDO. Có sự tập trung nhiều hơn vào những thay đổi về giá trị thị trường của các tài sản của CDO. Các CDO giá trị thị trường là thiết lập dài hơn, nhưng ít phổ biến hơn so với các CDO dòng tiền.

Động lực - Chênh lệch so với Bảng cân đối
- Các Nghiệp vụ chênh lệch (dòng tiền và giá trị thị trường) cố gắng để dành cho các nhà đầu tư vốn cổ phần chênh lệch giữa tài sản có lợi suất tương đối cao và các nợ phải trả có lợi suất thấp hơn được đại diện bởi các trái phiếu được xếp hạng. Đa số, 86% các CDO là có động lực chênh lệch.[18]
- Các Nghiệp vụ bảng cân đối, ngược lại, chủ yếu được thúc đẩy bởi mong muốn của các tổ chức phát hành để loại bỏ các khoản vay và tài sản khác khỏi bảng cân đối của họ, để giảm các yêu cầu về vốn theo quy định của họ và cải thiện hoàn vốn trên vốn rủi ro của họ. Một ngân hàng có thể muốn giảm tải rủi ro tín dụng để giảm rủi ro tín dụng của bảng cân đối của nó.

Cách gây quỹ - Tiền mặt so với Tổng hợp
- Các CDO tiền mặt bao hàm một danh mục đầu tư tài sản tiền mặt, chẳng hạn như các khoản vay, trái phiếu công ty, chứng khoán tài sản hay chứng khoán thế chấp. Quyền sở hữu các tài sản này được chuyển giao cho pháp nhân (gọi là phương tiện mục đích đặc biệt) phát hành các phân ngạch của CDO. Rủi ro mất mát các tài sản này được chia đều cho các phân ngạch theo thứ tự ngược của độ cao cấp. Phát hành CDO tiền mặt đã vượt quá 400 tỷ USD trong năm 2006.
- Các CDO tổng hợp không làm chủ các tài sản tiền mặt như trái phiếu hoặc khoản vay. Thay vào đó, các CDO tổng hợp đạt được tiếp xúc tín dụng cho một danh mục đầu tư các tài sản thu nhập cố định mà không sở hữu những tài sản này thông qua việc sử dụng các hoán đổi rủi ro tín dụng, một công cụ phái sinh. (Trong một hoán đổi như vậy, người bán bảo vệ tín dụng, CDO, nhận các thanh toán tiền mặt định kỳ, được gọi là phí bảo hiểm, để đổi lấy thỏa thuận về giả định rủi ro tổn thất trên một tài sản cụ thể trong trường hợp tài sản đó trải qua vỡ nợ hoặc sự kiện tín dụng khác). Như một CDO tiền mặt, nguy cơ tổn thất trên danh mục đầu tư của CDO được chia thành các phân ngạch. Các thiệt hại đầu tiên sẽ ảnh hưởng đến các phân ngạch vốn cổ phần, tiếp theo các phân ngạch cấp thấp, và cuối cùng là các phân ngạch cấp cao. Mỗi phân ngạch nhận được một thanh toán định kỳ (phí bảo hiểm hoán đổi), với các phân ngạch cấp thấp chào mức phí bảo hiểm cao hơn.

Một phân ngạch CDO tổng hợp có thể được tạo quỹ hoặc không được tạo quỹ. Theo các thỏa thuận hoán đổi, CDO có thể phải trả đến một số tiền nhất định trong trường hợp của một sự kiện tín dụng trên các nghĩa vụ tham chiếu trong danh mục đầu tư tham chiếu của CDO. Một số tiếp xúc tín dụng này được gây quỹ tại thời gian đầu tư bởi các nhà đầu tư trong các phân ngạch qây quỹ. Thông thường, những phân ngạch cấp thấp nào phải đối mặt với nguy cơ lớn nhất của việc phải chịu thua lỗ phải gây quỹ vào lúc đóng cửa. Cho đến khi một sự kiện tín dụng xảy ra, số tiền thu được từ các phân ngạch được gây quỹ thường được đầu tư vào các tài sản có tính thanh khoản, chất lượng cao hoặc đặt trong một tài khoản GIC (hợp đồng đầu tư được đảm bảo) mang lại một hoàn vốn chỉ một vài điểm cơ bản dưới LIBOR. Hoàn vốn từ các khoản đầu tư này cộng với phí bảo hiểm từ đối tác hoán đổi cung cấp dòng tiền để trả tiền lời cho các phân ngạch được gây quỹ. Khi một sự kiện tín dụng xảy ra và một thanh toán cho đối tác hoán đổi là cần thiết, thanh toán theo yêu cầu được thực hiện từ GIC hoặc tài khoản dự trữ giữ các khoản đầu tư thanh khoản. Ngược lại, các phân ngạch cao cấp thường không được gây quỹ vì nguy cơ mất mát là thấp hơn nhiều. Không giống như một CDO tiền mặt, các nhà đầu tư trong một phân ngạch cấp cao nhận được các thanh toán định kỳ nhưng không đặt bất kỳ vốn nào vào CDO khi tham gia vào đầu tư. Thay vào đó, các nhà đầu tư này duy trì sự tiếp xúc gây quỹ liên tục và có thể phải thực hiện thanh toán cho CDO trong trường hợp thua lỗ của danh mục đầu tư chạm tới phân ngạch cao cấp. Phát hành tổng hợp được gây quỹ vượt 80 tỷ USD trong năm 2006. Từ quan điểm phát hành, các CDO tổng hợp mất ít thời gian để tạo ra. Các tài sản tiền mặt không cần phải được mua và quản lý, và các phân ngạch của CDO có thể được cấu trúc chính xác.
- CDO lai ghép là công cụ trung gian giữa CDO tiền mặt và CDO tổng hợp. Danh mục đầu tư của một CDO lai ghép bao gồm cả tài sản tiền mặt cũng như các giao dịch hoán đổi để cung cấp cho CDO tiếp xúc tín dụng tới các tài sản bổ sung. Một phần số tiền thu được từ các phân ngạch được gây quỹ được đầu tư vào các tài sản tiền mặt và phần còn lại được nắm giữ trong dự trữ để trang trải các khoản thanh toán có thể được yêu cầu theo các hợp đồng hoán đổi rủi ro tín dụng. CDO nhận được thanh toán từ ba nguồn: hoàn lại từ các tài sản tiền mặt, GIC hoặc các khoản đầu tư tài khoản dự trữ, và phí bảo hiểm CDO.

Các CDO đơn phân ngạch
Sự linh hoạt của các hoán đổi rủi ro tín dụng được sử dụng để xây dựng các CDO đơn phân ngạch (CDO đặt trước), khi toàn bộ CDO được cấu trúc đặc biệt cho một nhóm duy nhất hay nhóm nhỏ các nhà đầu tư, và các phân ngạch còn lại sẽ không bao giờ được bán ra mà được nắm giữ bởi các đại lý dựa trên các định giá từ các mô hình nội bộ. Rủi ro còn lại được phòng hộ delta bởi các đại lý này.
Các biến thể
Không giống như các CDO, là các cấu trúc có định hạn thường giảm dần hoặc tái cấp vốn vào cuối kỳ hạn tài chính của chúng, các công ty vận hành cấu trúc là các biến thể được vốn hóa vĩnh viễn của các CDO, với một đội ngũ quản lý hoạt động và cơ sở hạ tầng. Họ thường phát hành kỳ phiếu, thương phiếu, và/hoặc chứng khoán lãi suất đấu giá, tùy thuộc vào các đặc điểm cấu trúc và danh mục đầu tư của công ty. Các công ty sản phẩm phái sinh tín dụng (CDPC) và Phương tiện đầu tư cấu trúc (SIV) là những ví dụ, với CDPC nhận rủi ro tổng hợp và SIV với tiếp xúc 'tiền mặt' là chủ yếu.

## Việc chịu thuế của các CDO
Các CDO là các trái phiếu được các phương tiện mục đích đặc biệt phát hành, được hậu thuẫn bởi các nhóm trái phiếu, các khoản vay hoặc các công cụ nợ khác. Các CDO thường được phát hành thành các lớp hay "phân ngạch" với một số là cao cấp so với những phân ngạch khác trong trường hợp xảy ra thiếu hụt tiền mặt để thực hiện thanh toán cho các trái phiếu. Tổ chức phát hành của một CDO thường là một công ty được thành lập bên ngoài nước Mỹ để tránh chịu thuế thu nhập liên bang Hoa Kỳ đối với thu nhập toàn cầu của nó. Các công ty này phải hạn chế các hoạt động của họ để tránh thuế của Hoa Kỳ; các công ty được coi là tham gia vào trao đổi hoặc kinh doanh ở Mỹ sẽ phải chịu thuế liên bang. Tuy nhiên, chính phủ Mỹ sẽ không đánh thuế các công ty nước ngoài chỉ đầu tư vào và giữ danh mục đầu tư của cổ phiếu Mỹ và chứng khoán nợ vì việc đầu tư, không giống như thương mại hay môi giới, không được coi là thương mại, kinh doanh, bất kể khối lượng hoặc tần suất của nó.

Ngoài ra, một bến cảng an toàn bảo vệ các tổ chức phát hành CDO tích cực trao đổi chứng khoán, mặc dù trao đổi chứng khoán về mặt kỹ thuật là kinh doanh, miễn là những hoạt động của các tổ chức phát hành này không khiến cho chúng bị xem như là người môi giới chứng khoán hoặc tham gia vào hoạt động ngân hàng, hoạt động cho vay, hoặc các kinh doanh tương tự.
Các CDO thường chịu thuế như các công cụ nợ, ngoại trừ các lớp thấp nhất của CDO được coi là vốn cổ phần và chịu các quy định đặc biệt (như việc báo cáo PFIC và CFC). Việc báo cáo PFIC và CFC là rất phức tạp và đòi hỏi một kế toán chuyên ngành để thực hiện các tính toán và báo cáo thuế.

## Các loại CDO

### Dựa trên tài sản cơ sở
- Nghĩa vụ khoản vay thế chấp (CLO) — CDO được hỗ trợ trước hết bởi các khoản vay ngân hàng có đòn bẩy.
- Nghĩa vụ trái phiếu thế chấp (CBO) — CDO được hỗ trợ trước hết bởi các chứng khoán thu nhập cố định có đòn bẩy.
- Nghĩa vụ tổng hợp thế chấp (CSO) — CDO được hỗ trợ trước hết bởi các phái sinh tín dụng.
- CDO tài chính cấu trúc (SFCDO) — CDO được hỗ trợ trước hết bởi các sản phẩm cấu trúc (như chứng khoán tài sản và chứng khoán vay thế chấp).[22]

Lưu ý: Trong năm 2007, 47% CDO được hỗ trợ bởi các sản phẩm có cấu trúc, chẳng hạn như các khoản vay thế chấp; 45% CDO được hỗ trợ bởi các khoản vay, và chỉ có ít hơn 10% CDO được hỗ trợ bởi chứng khoán thu nhập cố định.

### Các loại CDO khác
Bao gồm:
- CDO bất động sản thương mại (CRE CDO) — CDO được hỗ trợ trước hết bởi các tài sản bất động sản thương mại.
- Nghĩa vụ trái phiếu thế chấp (CBO) — CDO được hỗ trợ trước hết bởi các trái phiếu công ty
- Nghĩa vụ bảo hiểm thế chấp (CIO) — được hỗ trợ bởi nhà bảo hiểm hoặc, thông thường hơn, các hợp đồng tái bảo hiểm.
- CDO bình phương — CDO được hỗ trợ trước hết bởi các phân ngạch được phát hành bởi các CDO khác.[22]
- CDO^n — Thuật ngữ chung cho CDO3 (CDO lập phương) và cao hơn, khi CDO được hỗ trợ bởi các CDO2/CDO3 khác. Đây là những phương tiện đặc biệt khó để lập mô hình vì sự lặp lại có thể có của các tiếp xúc trong CDO cơ sở.

## Các loại tài sản thế chấp
Tài sản thế chấp cho các CDO tiền mặt bao gồm:
- Các chứng khoán tài chính cấu trúc (chứng khoán thế chấp, chứng khoán có tài sản đảm bảo giá trị căn nhà, chứng khoán thế chấp thương mại)
- vay đòn bẩy
- Trái phiếu doanh nghiệp
- Nợ Tín thác đầu tư bất động sản (REIT)
- Nợ thế chấp bất động sản thương mại (bao gồm các khoản vay bán buôn, giấy tờ B, và nợ bấp bênh)
- Nợ thị trường mới nổi
- Nợ tài chính dự án
- Chứng khoán ưu đãi tín thác

## Các bên tham gia nghiệp vụ
Những người tham gia trong một nghiệp vụ CDO bao gồm các nhà đầu tư, bảo lãnh phát hành, quản lý tài sản, người được ủy thác và quản trị tài sản thế chấp, kế toán và luật sư. Bắt đầu từ năm 1999, Đạo luật Gramm-Leach-Bliley cho phép các ngân hàng cũng tham gia.

### Các nhà đầu tư
Nhà đầu tư có động cơ khác nhau để mua chứng khoán CDO tùy thuộc vào phân ngạch mà họ chọn. Ở các cấp độ khoản nợ cao hơn, các nhà đầu tư có thể có được lợi suất tốt hơn so với các lợi suất có sẵn trên các chứng khoán truyền thống hơn (ví dụ như, trái phiếu doanh nghiệp) ở cùng một xếp hạng. Trong một số trường hợp, các nhà đầu tư sử dụng đòn bẩy và hy vọng sẽ thu lợi từ sự dôi ra của chênh lệch được cung cấp bởi các phân ngạch cấp cao và chi phí vay của chúng. Điều này là đúng vì phân ngạch cấp cao trả một chênh lệch cao hơn lãi suất LIBOR mặc cho xếp hạng AAA của chúng. Các nhà đầu tư cũng được hưởng lợi từ việc đa dạng hóa danh mục đầu tư CDO, chuyên môn của người quản lý tài sản, và sự hỗ trợ tín dụng được gắn vào giao dịch. Các nhà đầu tư bao gồm các ngân hàng và công ty bảo hiểm cũng như các quỹ đầu tư.
Các nhà đầu tư phân ngạch cấp thấp đạt được một đầu tư không truy đòi, có đòn bẩy trên danh mục đầu tư tài sản thế chấp đa dạng cơ sở. Các giấy tờ tầng lửng và giấy tờ vốn chủ sở hữu cung cấp các lợi suất không hề có trong hầu hết các chứng khoán thu nhập cố định khác. Các nhà đầu tư bao gồm các quỹ phòng hộ, ngân hàng và các cá nhân giàu có.

### Bảo lãnh phát hành
Tổ chức bảo lãnh phát hành, thường là một ngân hàng đầu tư, hoạt động như người tổ chức và sắp xếp của CDO. Bằng cách làm việc với các hãng quản lý tài sản lựa chọn danh mục đầu tư của CDO, tổ chức bảo lãnh phát hành cấu trúc nợ và các phân ngạch cổ phần. Điều này bao gồm việc lựa chọn tỷ lệ nợ trên vốn chủ sở hữu, kích thước mỗi phân ngạch, thiết lập bảo hiểm và kiểm tra chất lượng tài sản thế chấp, và làm việc với các cơ quan xếp hạng tín dụng để đạt được xếp hạng mong muốn cho từng phân ngạch nợ.
Xem xét kinh tế chủ chốt đối với một tổ chức bảo lãnh phát hành về việc xem xét đưa một cơ hội mới cho thị trường là liệu nghiệp vụ này có thể có đủ hoàn vốn cho các người nắm giữ giấy tờ vốn cổ phần hay không. Một quyết định như vậy đòi hỏi phải ước tính hoàn vốn sau rủi ro tín dụng được cung cấp bởi danh mục đầu tư các chứng khoán nợ và so sánh nó với chi phí tài trợ các giấy tờ có giá của CDO. Chênh lệch dôi ra phải đủ lớn để chào bán tiềm năng của các IRR hấp dẫn đối với những người nắm giữ vốn cổ phần.
Các trách nhiệm khác của tổ chức bảo lãnh phát hành bao gồm làm việc với một hãng luật và tạo ra phương tiện pháp lý mục đích đặc biệt (thường là một tín thác được thành lập tại Quần đảo Cayman) sẽ mua lại tài sản và phát hành các phân ngạch CDO. Ngoài ra, tổ chức bảo lãnh phát hành sẽ làm việc với người quản lý tài sản để xác định các hạn chế trao đổi sau đóng cửa sẽ được bao gồm trong các tài liệu nghiệp vụ của CDO và các hồ sơ khác.
Bước cuối cùng là định giá CDO (ví dụ, thiết lập các cuống lãi cho từng phân ngạch nợ) và bán các phân ngạch cho các nhà đầu tư. Ưu tiên trong việc bán là tìm kiếm các nhà đầu tư cho phân ngạch vốn chủ sở hữu rủi ro và các phân ngạch nợ cấp thấp của CDO. Phổ biến đối với người quản lý tài sản là giữ lại một phần của phân ngạch vốn cổ phần. Ngoài ra, tổ chức bảo lãnh phát hành nói chung dự kiến cung cấp một số loại hình thanh khoản thị trường thứ cấp cho CDO, đặc biệt là các phân ngạch cấp cao hơn của nó.
Theo Thomson Financial, các tổ chức bảo lãnh phát hành hàng đầu trước tháng 9 năm 2008 là Bear Stearns, Merrill Lynch, Wachovia, Citigroup, Deutsche Bank, và Bank of America Securities. Các CDO có thể có lợi nhuận nhiều hơn cho các nhà bảo lãnh phát hành so với việc bảo lãnh phát hành trái phiếu thông thường vì sự phức tạp liên quan. Tổ chức bảo lãnh phát hành được trả một khoản phí khi CDO được phát hành.

### Người quản lý tài sản
Người quản lý tài sản đóng một vai trò quan trọng trong mỗi nghiệp vụ CDO, ngay cả sau khi CDO được phát hành. Một người quản lý có kinh nghiệm là rất quan trọng trong cả việc xây dựng và duy trì danh mục đầu tư của CDO. Người quản lý có thể duy trì chất lượng tín dụng của một danh mục đầu tư của CDO thông qua các trao đổi cũng như tối đa hóa tỷ lệ thu hồi khi xảy ra rủi ro tín dụng trên các tài sản cơ sở.
Với cuộc khủng hoảng tín dụng 2007-2008, sự thiếu hiểu biết của đại đa số các nhà quản lý tài chính về những rủi ro của các CDO, các chứng khoán tài sản, và các công cụ tài chính mới khác đã trở nên rõ nét, và hơn nữa sự đánh giá lỏng lẻo của các cơ quan xếp hạng tín dụng lớn đã trở nên rõ ràng. Các CDO đã xuống cấp nặng nề trên diện rộng, và giá trị của các công cụ này đã rớt mạnh.
Về lý thuyết, người quản lý tài sản nên thêm giá trị theo cách trình bày dưới đây, mặc dù trong thực tế, điều này đã không xảy ra trong các bong bóng tín dụng của thập niên 2000. Ngoài ra, hiện nay người ta hiểu rằng lỗ hổng cấu trúc trong tất cả các chứng khoán đảm bảo bằng tài sản (thứ khởi tạo lợi nhuận từ khối lượng cho vay chứ không từ chất lượng cho vay) làm cho vai trò của những người tham gia tiếp theo trở thành thứ yếu đối với chất lượng của đầu tư.
Vai trò của người quản lý tài sản bắt đầu trước khi CDO được phát hành. Một vài tháng trước khi CDO được phát hành, một ngân hàng thường sẽ cung cấp tài chính cho phép người quản lý mua một số tài sản đảm bảo có thể được sử dụng trong CDO sắp tới trong một quá trình được gọi là lập kho.
Ngay cả cho đến ngày phát hành, người quản lý tài sản thường sẽ không hoàn thành việc xây dựng danh mục đầu tư của CDO. Một giai đoạn "gia cố" sau phát hành trong đó các tài sản còn lại được mua có thể kéo dài trong vài tháng sau khi CDO được phát hành. Vì lý do này, một số giấy tờ CDO cấp cao được cấu trúc như giấy tờ giải ngân chậm, cho phép người quản lý tài sản giải ngân tiền của nhà đầu tư khi việc mua tài sản thế chấp được thực hiện. Khi một nghiệp vụ được gia cố xong, danh mục đầu tư ban đầu các khoản tín dụng của nó đã được lựa chọn bởi người quản lý tài sản.
Tuy nhiên, vai trò của người quản lý tài sản vẫn tiếp tục ngay cả sau khi thời gian gia cố kết thúc, mặc dù trong một vai trò ít tích cực hơn. Trong "thời kỳ tái đầu tư" của CDO, thường kéo dài nhiều năm sau ngày phát hành CDO, người quản lý tài sản được ủy quyền để tái đầu tư tiền thu được, chủ yếu bằng cách mua các chứng khoán nợ bổ sung. Trong giới hạn của các hạn chế trao đổi được quy định trong các tài liệu nghiệp vụ của CDO, người quản lý tài sản cũng có thể thực hiện các trao đổi để duy trì chất lượng tín dụng của danh mục đầu tư của CDO. Người quản lý cũng có vai trò trong việc mua lại các giấy tờ của CDO bằng cách gọi đấu giá.
Vai trò nổi bật của nhà quản lý trong suốt cuộc đời của một CDO nhấn mạnh tầm quan trọng của người quản lý và đội ngũ nhân viên của mình.
Có khoảng 300 nhà quản lý tài sản trên thị trường. Các nhà quản lý tài sản CDO, cũng như các nhà quản lý tài sản khác, có thể tích cực nhiều hoặc ít hơn tùy thuộc vào cá tính và bản cáo bạch của CDO. Người quản lý tài sản kiếm tiền nhờ phí cấp cao (được trả trước bất kỳ khoản tiền nào của các nhà đầu tư CDO được chi trả) và phí trực thuộc như bất kỳ đầu tư cổ phần nào mà người quản lý có trong CDO, làm cho các CDO là một kinh doanh sinh lợi đối với các nhà quản lý tài sản. Các khoản phí này, cùng với phí bảo lãnh phát hành, quản lý {khoảng 1,5-2%} nhờ cơ cấu vốn được cung cấp bởi đầu tư cổ phần, nhờ giảm ngân lưu.

### Người được ủy thác và quản lý tài sản thế chấp
Người được ủy thác giữ quyền nắm giữ các tài sản của CDO vì lợi ích của những người nắm giữ giấy tờ (tức là, các nhà đầu tư). Trong thị trường CDO, người được ủy thác cũng thường phục vụ như người quản lý tài sản thế chấp. Trong vai trò này, người quản lý tài sản lập và phân phối các báo cáo cho những người nắm giữ giấy tờ, thực hiện các kiểm tra việc tuân thủ khác nhau về thành phần và tính thanh khoản của các danh mục đầu tư tài sản ngoài việc xây dựng và thực hiện độ ưu tiên của các mô hình thác thanh toán. Hai trường hợp ngoại lệ đáng chú ý đối với điều này là Virtus Partners và Wilmington Trust Conduit Services, một công ty con của Wilmington Trust, cung cấp các dịch vụ quản lý tài sản thế chấp, nhưng không phải là ngân hàng được ủy thác. Ngược lại với người quản lý tài sản, có rất ít người được ủy thác trên thị trường. Các tổ chức sau đây cung cấp các dịch vụ ủy thác trên thị trường CDO:
- ATC Capital Markets
- Bank of New York Mellon (lưu ý: Bank of New York Mellon gần đây còn mua đơn vị tín thác doanh nghiệp của JP Morgan),
- Các dịch vụ chứng khoán của BNP Paribas (lưu ý: gần đây chỉ phục vụ thị trường châu Âu)
- Citibank
- Deutsche Bank
- Equity Trust
- Intertrust Group (lưu ý: đến giữa năm 2009 được gọi là Fortis Intertrust)
- HSBC
- LaSalle Bank (gần đây bị Bank of America mua lại. Được mua bởi US Bank cuối năm 2010)
- Sanne Trust
- State Street Corporation
- US Bank (lưu ý: US Bank gần đây còn mua đơn vị tín thác doanh nghiệp của Wachovia vào năm 2008 và Bank of America vào tháng 9 năm 2011)
- Wells Fargo
- Wilmington Trust - Wilmington chấm dứt kinh doanh của họ vào đầu năm 2009.

### Các kế toán
Tổ chức bảo lãnh phát hành thường sẽ thuê một hãng kế toán để thực hiện việc thẩm định danh mục đầu tư chứng khoán nợ của CDO. Điều này kéo theo việc thẩm tra các thuộc tính nhất định, chẳng hạn như xếp hạng tín dụng và cuống lãi/chênh lệch của mỗi chứng khoán ký quỹ. Các tài liệu nguồn hoặc nguồn công cộng sẽ được sử dụng để kết xuất thông tin nhóm tài sản thế chấp. Ngoài ra, các kế toán viên thường tính toán các kiểm tra tài sản thế chấp nhất định và xác định liệu danh mục đầu tư là phù hợp với các kiểm tra như vậy hay không.
Hãng này cũng có thể thực hiện một kết xuất dòng tiền, trong đó thác nghiệp vụ được mô phỏng theo độ ưu tiên của các thanh toán được quy định trong các tài liệu nghiệp vụ. Lợi suất và tuổi thọ bình quân gia quyền của các trái phiếu hoặc giấy tờ vốn chủ sở hữu được cấp sau đó được tính toán dựa trên các giả định mô hình được cung cấp bởi người bảo lãnh phát hành. Vào mỗi ngày thanh toán, một hãng kế toán có thể làm việc với người được ủy thác để xác minh các phân phối được dự kiến sẽ được thực hiện cho các người nắm giữ giấy tờ.

### Các luật sư
Các luật sư đảm bảo sự tuân thủ luật chứng khoán đang áp dụng cũng như đàm phán, soạn thảo các tài liệu nghiệp vụ. Luật sư cũng sẽ soạn thảo một tài liệu chào hàng hoặc bản cáo bạch, mục đích của nó là để đáp ứng các yêu cầu luật định trong việc tiết lộ một số thông tin cho các nhà đầu tư. Tài liệu này sẽ được chuyển tới các nhà đầu tư. Điều phổ biến là nhiều nhóm luật sư tham gia vào một thỏa thuận đơn lẻ vì số lượng các bên tham gia trong một CDO đơn lẻ, từ các hãng quản lý tài sản tới các hãng bảo lãnh phát hành.

## Khủng hoảng vay thế chấp dưới chuẩn

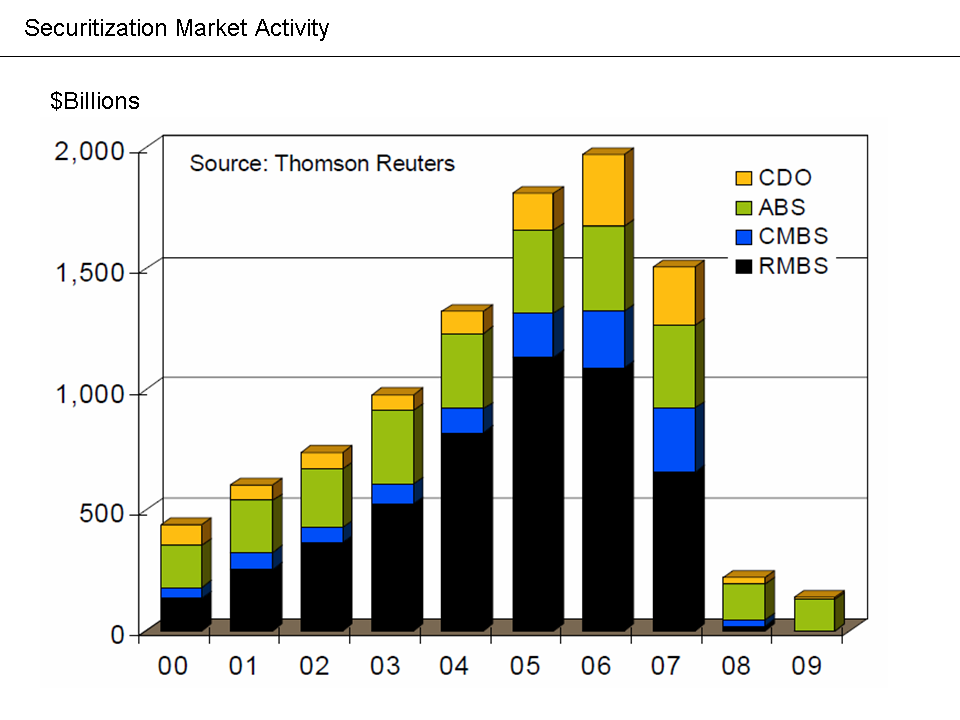
Các thị trường chứng khoán hóa đã suy giảm trong cuộc khủng hoảng.

CDO đóng một vai trò quan trọng trong việc cấp vốn cho bong bóng nhà đất lên tới đỉnh điểm tại Mỹ trong năm 2006. CDO đã cung cấp một liên kết quan trọng giữa nhóm vốn đầu tư thu nhập cố định toàn cầu và thị trường nhà đất Mỹ. Trong một chương trình thắng Giải thưởng Peabody, các phóng viên CPM cho rằng một "Bể tiền khổng lồ" (đại diện bởi 70 nghìn tỷ USD trong các khoản đầu tư thu nhập cố định trên toàn thế giới) đã tìm kiếm các lợi suất cao hơn so với những lợi suất được cung cấp bởi trái phiếu kho bạc Mỹ vào đầu thập niên.
Hơn nữa, bể tiền này đã tăng gần gấp đôi quy mô từ năm 2000 đến năm 2007, nhưng việc cung cấp các đầu tư tạo thu nhập và tương đối an toàn đã không phát triển nhanh như vậy. Các ngân hàng đầu tư ở Phố Wall đã đáp ứng cho nhu cầu này với đổi mới tài chính, chẳng hạn như các chứng khoán thế chấp (MBS) và nghĩa vụ nợ thế chấp (CDO), đã được gán các xếp hạng an toàn của các cơ quan xếp hạng tín dụng.
Về bản chất, Phố Wall kết nối bể tiền này với thị trường vay thế chấp ở Mỹ, với các khoản phí khổng lồ tích lũy trong suốt chuỗi cung ứng vay thế chấp này, từ các nhà môi giới vay thế chấp bán các khoản cho vay, tới các ngân hàng nhỏ tài trợ cho các nhà môi giới, tới các ngân hàng đầu tư khổng lồ phía sau họ. Khoảng năm 2003, việc cung cấp các khoản vay thế chấp theo các tiêu chuẩn cho vay truyền thống bị cạn kiệt. Tuy nhiên, nhu cầu mạnh mẽ tiếp diễn đối với MBS và CDO bắt đầu hạ các tiêu chuẩn cho vay xuống, miễn là các khoản vay thế chấp vẫn có thể được bán trong chuỗi cung ứng.
Một ví dụ về 735 giao dịch CDO bắt nguồn từ năm 1999 đến năm 2007 cho thấy các khoản cho vay thế chấp dưới chuẩn và ít hơn chuẩn đã đại diện cho một tỷ lệ ngày càng tăng của các tài sản CDO, từ 5% năm 2000 tăng lên 36% năm 2007; nhưng các CDO này vẫn được đánh giá tương tự, và xếp hạng của chúng đã không bị hạ thấp hơn cho đến khi nhiều người nắm giữ vay thế chấp bắt đầu vỡ nợ. Vấn đề chính là rủi ro của chúng đã không bị pha loãng bởi sự kết hợp các nhóm lớn các khoản vay thế chấp chất lượng thấp, thay vào đó đã bị lây lan rộng hơn bởi vì những rủi ro này có liên quan chặt chẽ, và khi một khoản vay thế chấp bị vỡ nợ, nhiều khoản vay khác đã chịu ảnh hưởng bởi các sự kiện tài chính tương tự.
Một dấu hiệu sớm của cuộc khủng hoảng là sự thất bại của hai quỹ phòng hộ của Bear Stearns trong tháng 7 năm 2007. Các tài sản được nắm giữ bởi các quỹ phòng hộ này đã giảm giá, phần lớn vì sự gia tăng rủi ro tín dụng trên các khoản vay thế chấp dưới chuẩn. Các nhà đầu tư đã đòi lại tiền của họ theo các thỏa thuận hợp đồng được gọi là các cuộc gọi ký quỹ. Bear Stearns, hiện không còn tồn tại, nhưng tại thời điểm đó là hãng chứng khoán lớn thứ năm của Mỹ, cho biết vào ngày 18 tháng 7 năm 2007 rằng các nhà đầu tư trong hai quỹ phòng hộ thất bại của nó sẽ nhận được một ít nếu có tiền trả lại sau "sự sụt giảm chưa từng có" về giá trị của các chứng khoán được sử dụng để đặt cược vào các khoản vay thế chấp dưới chuẩn, mặc cho các xếp hạng "cấp đầu tư" từ cơ quan xếp hạng.
Vào ngày 24 tháng 10 năm 2007, Merrill Lynch báo cáo thu nhập quý 3 có 7,9 tỷ USD thua lỗ của các khoản nghĩa vụ nợ thế chấp. Một tuần sau, Stan O'Neal, Giám đốc điều hành của Merrill Lynch, đã từ chức, như là hậu quả của việc này. Vào ngày 04 tháng 11 năm 2007, Charles (Chuck) Prince, Chủ tịch và Giám đốc điều hành của Citigroup từ chức và dẫn những lý do sau: "... như các vị đã thấy báo cáo công khai, các cơ quan xếp hạng gần đây đã hạ cấp đáng kể các CDO nhất định và các chứng khoán vay thế chấp có trong các CDO. Như là kết quả của các hạ thấp này, giá trị cho những công cụ này đã giảm mạnh. Điều này sẽ có tác động đáng kể tới kết quả tài chính quý IV của chúng ta. Tôi chịu trách nhiệm cho việc thực hiện của các kinh doanh của chúng ta. Đó là đánh giá của tôi rằng tầm cỡ của các chi phí này làm cho tôi phải bước xuống khỏi bục danh dự duy nhất cho tôi như một Tổng giám đốc. Đây là những gì tôi đã khuyên Hội đồng."
Đường ống dẫn phát hành mới cho các CDO được hỗ trợ bởi chứng khoán tài sản và chứng khoán thế chấp bị chậm lại đáng kể trong nửa cuối năm 2007 và quý I năm 2008 do suy yếu trong tài sản thế chấp dưới chuẩn, kết quả đánh giá lại bởi thị trường về định giá cả của các CDO được hỗ trợ bởi các trái phiếu vay thế chấp, và sự suy giảm chung trong các thị trường tín dụng toàn cầu. Phát hành CDO toàn cầu trong quý IV của năm 2007 là 47,5 tỷ USD, giảm gần 74 phần trăm từ 180 tỷ USD phát hành trong quý IV năm 2006. Quý đầu tiên năm 2008 phát hành là 11,7 tỷ USD, thấp hơn gần 94 phần trăm so với 186 tỷ USD phát hành trong quý đầu tiên của năm 2007. Hơn nữa, hầu như toàn quý đầu năm 2008 phát hành CDO là trong hình thức các nghĩa vụ khoản vay thế chấp được hỗ trợ bởi các khoản vay thị trường trung hoặc ngân hàng sử dụng đòn bẩy, không phải bởi ABS vay thế chấp nhà.
Xu hướng này đã hạn chế tín dụng vay thế chấp dành cho các chủ nhà. Các CDO mua nhiều phần rủi ro hơn của trái phiếu vay thế chấp, góp phần hỗ trợ phát hành gần 1 nghìn tỷ USD trái phiếu thế chấp chỉ riêng trong năm 2006. Các cơ quan xếp hạng đã bị chỉ trích mạnh mẽ bởi cơ quan quản lý và các chuyên gia khác, bao gồm nhà kinh tế Joseph Stiglitz, vì vai trò của họ trong việc tạo ra lượng rất lớn nợ chất lượng thấp được đóng gói trong các CDO với xếp hạng tín dụng sai lầm, có chất lượng cao. Chỉ riêng trong quý đầu tiên năm 2008, các cơ quan xếp hạng đã công bố 4.485 hạ cấp của các CDO. Việc giảm phát hành CDO ABS có thể ảnh hưởng tới thị trường vay thế chấp thứ cấp rộng lớn hơn, làm cho tín dụng ít sẵn có hơn cho các chủ nhà đang cố gắng để tái tài trợ các khoản vay thế chấp hiện đang gặp cú sốc thanh toán (ví dụ, các khoản vay thế chấp với lãi suất có thể điều chỉnh nay tăng lãi suất).